# Малая Балканская улица
Ма́лая Балка́нская улица — крупная улица в историческом районе Купчино Фрунзенского административного района Санкт-Петербурга. Проходит от улицы Димитрова до Карпатской улицы.

## История
Улица получила название 2 ноября 1973 года по Балканскому полуострову, наряду с Балканской площадью и Балканской улицей. Название присвоено по кустовому принципу Фрунзенского района — в честь городов и общественных деятелей стран «народной демократии».

### Балканская улица
Малая Балканская улица названа так по отношению к Балканской улице, получившей название 28 октября 1968 года, но по состоянию на 2012 год проложенной лишь частично. Пробивка Балканской улицы предусмотрена тремя последними Генеральными планами города, она должна являться продолжением Белградской улицы и проходить параллельно Малой Балканской от улицы Димитрова до Софийской улицы. Фактически на 2012 год существует участок Балканской улицы от улицы Ярослава Гашека до улицы Олеко Дундича, между Волковским каналом и гипермаркетом «О'кей».

## География
От улицы Димитрова до улицы Олеко Дундича Малая Балканская улица в целом идёт на юг параллельно Купчинской улице, Волковскому каналу и линии Витебской железной дороги, затем поворачивает и от Купчинской улицы идёт на восток параллельно улице Олеко Дундича.
Вдоль участка Малой Балканской улицы от дома 6 до дома 40 проходит линия электропередачи.
Жилая застройка расположена на чётной стороне улицы.

## Пересечения
По увеличению нумерации домов Малую Балканскую улицу пересекают следующие улицы:
- улица Димитрова — Малая Балканская улица примыкает к ней;
- Пловдивская улица — примыкание;
- Дунайский проспект — пересечение по путепроводу и транспортная развязка;
- улица Ярослава Гашека — пересечение;
- улица Олеко Дундича — пересечение;
- Купчинская улица — пересечение;
- Будапештская улица — пересечение;
- Загребский бульвар — примыкание;
- Бухарестская улица — примыкание;
- Малая Карпатская улица — примыкание;
- Карпатская улица — примыкание.

## Транспорт
Ближайшая к Малой Балканской улице станция метро — «Купчино» 2-й (Московско-Петроградской) линии (кратчайшее расстояние — около 350 м по прямой). На расстояниях около 1,05 км и 1,35 км от примыкания Бухарестской улицы к Малой Балканской улице расположены станции «Шушары» и «Дунайская» 5-й (Фрунзенско-Приморской) линии.
В районе пересечения Малой Балканской улицы с Бухарестской улицей планировалась станция «Балканская» 5-й (Фрунзенско-Приморской) линии. Но в 2011 году её строительство было отменено в целях экономии.
По Малой Балканской улице проходят автобусные маршруты № 50, 54, 56, 74, 96, 157, 159, 225 и 326, а также троллейбусный маршрут № 47.
На Малой Балканской улице располагаются трамвайное («Малая Балканская улица», маршруты № 49 и 62), автобусное (маршруты № 50, 54, 56, 57, 74, 157, 159 и 326) и троллейбусное (маршрут № 47) кольца.
На расстоянии около 400 м от пересечения Малой Балканской улицы и улицы Ярослава Гашека находится железнодорожная платформа Купчино.
На расстоянии около 200 м от примыкания Загребского бульвара к Малой Балканской улице расположена грузовая железнодорожная станция Купчинская.

## Общественно значимые объекты
- школа № 443 — Купчинская улица, дом 11, корпус 4;
- школа № 444 — Купчинская улица, дом 15, корпус 3;
- детский сад № 106 — дом 16, корпус 2;
- гипермаркет «О'кей» (между улицами Ярослава Гашека и Олеко Дундича) — дом 27;
- торговый центр[уточнить] — улица Ярослава Гашека, дом 5;
- универсам «Пятёрочка» — дом 31;
- детский сад № 113 — дом 32, корпус 2;
- Центр эстетического воспитания Фрунзенского района — дом 36, корпус 2;
- школа № 312 — дом 36, корпус 3;
- детский сад № 47 — дом 42, корпус 2;
- Автомеханический профессиональный лицей № 77 — дом 41;
- школа № 314 — дом 44;
- отдел полиции № 7 — дом 48;
- родильный дом № 16 (между Загребским бульваром и Бухарестской улицей) — дом 54;
- школа № 603 — дом 60, корпус 3.